# جامعة جازان
جامعة جازان جامعة حكومية سعودية تقع في مدينة جازان بمنطقة جازان بالمملكة العربية السعودية وهي تحت إشراف وزارة التعليم السعودية، تأسست الجامعة في 5 يناير 2006، تمثل الجامعة اندماجاًَ بين عدد من الكليات التي أنشأتها وأشرفت عليها جامعة الملك عبد العزيز وجامعة الملك خالد، وهي الجامعة الوحيدة في منطقة جازان.

## نشأة الجامعة
تأسست جامعة جازان بموجب الأمر السامي الكريم رقم 6616 / م ب وتاريخ 5 ذو الحجة عام 1426هـ الموافق 5 يناير عام 2006، وقد كانت كليات الطب والهندسة والحاسب الآلي ونظم المعلومات والمجتمع هي نواة الجامعة، ثم ضمت كلية المعلمين التي أنشئت عام 1401 هـ الموافق 1981، وكليات التربية للبنات التي أنشئت عام 1412 هـ الموافق 1992 الموجودة في المنطقة، ثم أضيفت إليها كليات أخرى تتابع إنشاؤها، ليبلغ عدد كلياتها مع نهاية العام 1433 هـ 2012 26 كلية، كما أنشئت في الجامعة أربع وكالات للجامعة، وتسع عمادات مساندة، بلغ إجمالي عدد طلاب الجامعة بنهاية العام 1433 هـ 2012 أكثر من 58 ألف طالب وطالبة، كما بلغ أعداد هيئة التدريس ومن في حكمهم حوالي 2200 عضو، وقد خصص للمدينة الجامعة موقع كبير بلغت مساحته 9,000,000 متر مربع على ساحل البحر الأحمر شمال مدينة جازان، وضع حجر أساسها الملك عبد الله بن عبد العزيز في 14 شوال عام 1427 هـ الموافق 15 نوفمبر عام 2006، وقد انتهت فيه عدد من المشروعات ومازال البعض قيد التنفيذ.

## مدراء الجامعة
تعاقب على إدارة جامعة جازان عدد من المدراء هم:
- أسامة بن صادق عبد الرحمن طيب: من جمادى الأولى 1426 هـ / 6 يونيو 2005 إلى 14 ذو القعدة / 1428 هـ 24 نوفمبر 2007.[5]
- محمد بن علي آل هيازع: من 14 ذو القعدة 1428 هـ / 24 نوفمبر 2007 إلى 16 صفر 1436 هـ / 9 ديسمبر 2014 .
- محمد بن علي ربيع: من 16 صفر 1436 هـ / 9 ديسمبر 2014 إلى 18 رمضان 1437 هـ / 23 يونيو 2016.
- مرعي بن حسين القحطاني: من 18 رمضان 1437 هـ / 23 يونيو 2016 الى 14 ذي القعدة 1445هـ / 22 مايو 2024
- محمد بن حسن أبو راسين: من 14 ذي القعدة 1445هـ / 22 مايو 2024م حتى الآن.

## كليات الجامعة
تشتمل جامعة جازان على 23 كلية منها 21 كلية تمنح درجة البكالوريوس للطلاب والطالبات، وكلية واحدة تمنح درجة الدبلوم، وهذه الكليات وأقسامها العلمية هي:
- كلية المجتمع

أنشئت في عام 1418هـ، الموافق (1997م)، وتتكون من قسمين هما: قسم العلوم الإدارية، وقسم الحاسب الآلي والمعلومات.
- كلية الطب

أنشئت في عام 1421هـ، الموافق (2000م)، وفيها (11) قسماً هي: قسم طب الأسرة والمجتمع، وقسم الأمراض الباطنية، وقسم طب الأطفال، وقسم الجراحة، وقسم النساء والتوليد، وقسم علم الأدوية السريري، وقسم علم وظائف الأعضاء البشري، وقسم علم الأمراض، وقسم الكيمياء الحيوية الطبية، وقسم التشريح، وقسم الأحياء الدقيقة والطفيليات الطبية.
- كلية الهندسة

أنشئت في عام 1425هـ، الموافق (2004م)، وتتكون من سبعة أقسام هي: قسم الهندسة الحرارية وتقنية تحلية المياه، قسم الهندسة الكهربائية، وقسم الهندسة الميكانيكية، وقسم الهندسة الصناعية، وقسم الهندسة المدنية، وقسم الهندسة المعمارية، وقسم الهندسة الكيميائية.
- كلية الحاسب الآلي ونظم المعلومات

أنشئت في عام 1425هـ، الموافق (2004م)، وتتكون من ثلاثة أقسام هي: قسم علوم الحاسب الآلي، وقسم نظم المعلومات، وقسم هندسة الحاسب الآلي والشبكات.
- كلية العلوم الطبية التطبيقية

أنشئت في عام 1426هـ، الموافق (2005م)، وتتكون من خمسة أقسام هي: قسم تقنية المختبرات الطبية، وقسم التمريض، وقسم تقنية الأشعة التشخيصية، وقسم العلاج الطبيعي، وقسم التغذية الإكلينيكية.
- كلية العلوم

أنشئت في عام 1426هـ، الموافق (2005م)، وتتكون من أربعة أقسام هي: قسم علوم الأحياء، وقسم الرياضيات، وقسم الفيزياء، وقسم الكيمياء.
- كلية الصيدلة

أنشئت في عام 1429 هـ، الموافق (2008م)، وتتكون من خمسة أقسام هي: قسم الصيدلانيات، وقسم الصيدلة السريرية، وقسم العقاقير، قسم الكيمياء الصيدلانية، وقسم علوم الأدوية.
- كلية إدارة الأعمال

أنشئت في عام 1429هـ، الموافق (2008م)، وتتكون من سبعة أقسام هي: قسم الاقتصاد، قسم إدارة الأعمال، وقسم التمويل والأعمال البنكية، وقسم المحاسبة، وقسم نظم المعلومات الإدارية، وقسم الأنظمة، وقسم التسويق والتجارة الإلكترونية.
- كلية طب الأسنان

أنشئت في عام 1429هـ، الموافق (2008م)، وتتكون من أربعة أقسام هي: قسم وقاية الأسنان، وقسم إصلاح الأسنان، وقسم جراحة الوجه والفكين وعلوم التشخيص، وقسم علوم الاستعاضة.
- كلية التصاميم والعمارة

أنشئت في عام 1430هـ، الموافق (2009م)، وتتكون من ستة أقسام هي: قسم التصميم الداخلي، قسم تصميم المنتجات، قسم العمارة، قسم التخطيط، قسم تصميم المطبوعات والوسائط المتعددة، وقسم الفنون التطبيقية.
- كلية الآداب والعلوم الإنسانية

أنشئت عام 1430هـ، الموافق (2009م)، وتتكون من سبعة أقسام هي: قسم اللغة عربية وآدابها، وقسم العلوم الاجتماعية، وقسم المكتبات والمعلومات، وقسم الصحافة والإعلام، وقسم السياحة والآثار، وقسم العلوم السياسية، وقسم اللغة الإنجليزية.
- كلية التربية

أنشئت عام 1430هـ، الموافق (2009م)، وتتكون من تسعة أقسام هي: قسم الثقافة الإسلامية، وقسم التربية الخاصة، وقسم التربية، وقسم التربية الفنية، وقسم التربية البدنية، وقسم علم النفس، وقسم رياض الأطفال، وقسم المناهج وطرق التدريس، وقسم تقنيات التعليم.
- كلية العلوم والآداب في صامطة

أنشئت عام 1430هـ، الموافق (2009م)، وتتكون من سبعة أقسام هي: قسم الأشعة، قسم الكيمياء، قسم التمريض، قسم الفيزياء، وقسم رياض الأطفال، وقسم الاقتصاد المنزلي، وقسم اللغة الإنجليزية .
- كلية العلوم والآداب في فرسان

أنشئت عام 1430هـ، الموافق (2009م)، وتتكون من خمسة أقسام هي: قسم علوم طبية، قسم اللغة الإنجليزية، وقسم الاقتصاد المنزلي، وقسم الرياضيات، وقسم التمريض.
- كلية العلوم والآداب في الدرب

أنشئت عام 1430هـ، الموافق (2009م)، وتتكون من ثمانية أقسام هي: قسم الفيزياء، قسم الكيمياء، قسم الأحياء، وقسم الرياضيات، وقسم التمريض، وقسم اللغة الإنجليزية، قسم علوم الحاسب الآلي، وقسم إدارة الأعمال
- كلية العلوم والآداب في العارضة

أنشئت في عام 1431هـ، الموافق (2010م)، وتتكون من خمسة أقسام هي: قسم العلوم الطبية التطبيقية (مختبرات طبية)، قسم الفيزياء، قسم اللغة الإنجليزية (ترجمة)، قسم الكيمياء، قسم علوم الحاسب.
- كلية الصحة العامة وطب المناطق الحارة

أنشئت عام 1432هـ، الموافق (2011م)، وتتكون من ثمانية أقسام : قسم الوبائيات، قسم صحة البيئة، قسم التوعية والتعزيز الصحي، قسم تقنية وإدارة المعلومات الصحية، قسم الإحصاء الطبي، قسم الصحة المهنية، قسم صحة الأمومة والطفولة، قسم إدارة الخدمات الصحية.
- كلية التمريض والعلوم الصحية المساعدة

أنشئت في عام 1432هـ، الموافق (2011م), وتتكون من تسعة أقسام: قسم القبالة، قسم العمليات، قسم صحة الأسنان، قسم البصريات، قسم السمعيات التخاطب، قسم تركيب الأسنان قسم التمريض، وقسم العلاج التنفسي، وقسم الإسعاف والطوارئ .
- كلية الشريعة والقانون

أنشئت عام 1432هـ، الموافق (2011م), وتتكون من ثلاثة أقسام هما : قسم الشريعة، قسم القانون الخاص، وقسم القانون العام .
- كلية العلوم والآداب في الداير

أنشئت في عام 1433هـ، الموافق (2012م)، وتتكون من خمسة أقسام هي : قسم العلوم الطبية التطبيقية (التمريض)، قسم الرياضيات، قسم اللغة الإنجليزية (ترجمة)، قسم الأحياء، قسم الدراسات الإسلامية (لا يمنح درجة).
- الكلية الجامعية بمحافظة صبيا

أنشئت في عام 1433هـ، الموافق (2012م)، وتتكون من تسعة أقسام هي: قسم التمريض، وقسم الأشعة، وقسم الكيمياء، وقسم الرياضيات، وقسم اللغة الإنجليزية (الترجمة)، وقسم علوم الحاسب، وقسم المحاسبة، وقسم رياض الأطفال، وقسم التربية الخاصة.
- الكلية الجامعية بمحافظة أبوعريش

أنشئت في عام 1434هـ، الموافق (2013م)، وتتكون من ستة أقسام هي: قسم المختبرات، وقسم التغذية، وقسم الفيزياء، وقسم الأحياء، وقسم نظم المعلومات، وقسم التسويق.
- كلية المجتمع بمحافظة بيش

أنشئت في عام 1434هـ، الموافق (2013م)، وتتكون من سبعة أقسام هي : قسم البرمجة وتشغيل الحاسبات، وقسم تصميم وتحليل النظم، وقسم المحاسبة، وقسم التسويق، وقسم إدارة الأعمال، وقسم السكرتارية التنفيذية، وقسم السياحة والفندقة .
إضافة إلى كليات أخرى تم إعادة هيكلتها وهي : كلية المعلمين، وكلية التربية للبنات الأقسام العلمية، وكلية التربية للبنات الأقسام الأدبية، وكلية إعداد المعلمات، وكلية التربية بفرسان، وكلية المجتمع للبنات.

## العمادات المساندة
- عمادة شؤون الطلاب
- عمادة القبول والتسجيل
- عمادة شؤون المكتبات
- عمادة التعليم الإلكتروني وتقنية المعلومات
- عمادة الدراسات العليا
- عمادة البحث العلمي
- عمادة التطوير الأكاديمي
- عمادة خدمة المجتمع والتعليم المستمر
- عمادة الموارد البشرية

## الخطة الاستراتيجية 2020
في 2016، دشن مدير الجامعة آنذاك الخطة التنفيذية للخطة الاستراتيجية رؤية 2020 لجامعة جازان، والمتزامنة مع برنامج التحول الوطني، وقد بدأ العمل عليها في العام 2013 بالتعاون مع الشريك الاستراتيجي للجامعة معهد ستانفورد للأبحاث الدولي (SRI). وتشمل الخطة 15 هدفا استراتيجيا، إضافة إلى 43 خطوة عمل لـ 163 مبادرة، وهي تتعلق ببناء نظام إداري بمعايير عالمية، وتحقيق التميز الفكري والأكاديمي، إلى جانب إحداث التغيرات الاقتصادية والاجتماعية.
حددت الرؤية 5 أهداف تعمل على دعم التوجه إلى اعتماد أفضل الممارسات الإدارية، وصولا لتحسين جودة بيئة البحث والتعلم في الجامعة. تتضمن الأهداف تحقيق اللامركزية في صناعة القرار بالجامعة، سعيا لإيجاد ثقافة المحاسبة وسرعة الاستجابة. واستكمال البنية التحتية للحرم الجامعي، ومواصلة بناء بنية تحتية مبتكرة لتكنولوجيا المعلومات، إضافة لإيجاد ثقافة مشتركة للجامعة تقوم على التواصل والشفافية ضمن التسلسل الهرمي للجامعة وبين مقراتها. إلى جانب تطوير توصيفات رسمية للوظائف.
شملت الرؤية 6 أهداف إستراتيجية تهتم بتحسين نوعية التعلم والبحث والتعليم، عبر اشتراط استخدام أساليب وتقنيات بمستوى عالمي في التدريس والتعلم، وأنشاء بيئة تهتم بنجاح الطلاب واستيعابهم للمقررات، إلى جانب التطوير الوظيفي لأعضاء التدريس، واستحداث نظام شامل للتعاقد معهم، وتقييمهم ومكافآتهم. إضافة إلى اشتراط استعدادات وقدرات أكثر وفرة من الطلاب المتقدمين، ورفع مستويات أداء الطلبة المسجلين، وتعزيز ثقافة الابتكار والتفكر المستقل، والابتكار عند كافة المنسوبين، وتشجيع الأبحاث الدولية والدخول في الدراسات والشراكات الدولية.
أفردت الرؤية 4 أهداف إستراتيجية من شأنها تطوير برامج ومناهج تلبي الحاجات الاجتماعية، ومتطلبات سوق العمل، متمثلة بدفع الاستثمار في تطوير وتوسيع الوحدات الأكاديمية والبحثية، في مجالات الهندسة، العلوم الطبية، الدراسات البيئية وطب المناطق الاستوائية. إلى جانب توسيع الأقسام والكليات في مجالات الزراعة وإدارة السياحة ومصائد الأسماك. والعمل على إشراك قطاع الصناعة ومستفيديها في تطوير المناهج الدراسية. والعمل على الاستثمار في القدرة التحليلية لفهم احتياجات المنطقة وتقييمها بشكل دوري.

## وصلات خارجية
- الموقع الرسمي لجامعة جازان
- صفحة الخريجين في موقع جامعة جازان